# Edvard Parma
Edvard Parma, uváděn též jako Eduard Parma (20. července 1853 Frenštát pod Radhoštěm – 25. listopadu 1921 Frenštát pod Radhoštěm), byl rakouský právník a politik z Moravy; poslanec Moravského zemského sněmu a starosta Frenštátu pod Radhoštěm.

## Biografie
Studoval na gymnáziu v Příboru, pak v Olomouci. Vystudoval práva na Vídeňské univerzitě. Od roku 1885 byl advokátem v rodném městě. Působil i jako samosprávný pracovník, politik a publicista. Po dobu pěti let, od roku 1891 do roku 1896, zastával funkci starosty Frenštátu pod Radhoštěm. Byl aktivní v rozvoji turistiky. Měl podíl na založení Pohorské jednoty Radhošť a byl jejím předsedou od roku 1886 až do své smrti. Spolek provedl výstavbu turistických útulen na Pustevnách na Radhošti.
Koncem 19. století se zapojil i do vysoké politiky. V zemských volbách v roce 1896 byl zvolen na Moravský zemský sněm, kde zastupoval kurii měst, obvod Příbor, Fulnek, Frenštát. Mandát zde obhájil v zemských volbách v roce 1902 a zemských volbách v roce 1906 (v posledních jmenovaných volbách šlo, po volební reformě, o český volební obvod Místek, Frenštát, Frýdlant). V roce 1896 se na sněm dostal jako český kandidát. Šlo o společnou kandidátní listinu staročechů a mladočechů. V roce 1902 kandidoval za mladočechy, respektive za jejich moravskou odnož, Lidovou stranu na Moravě. Stejně tak v roce 1906. V zemských volbách v roce 1913 už nekandidoval.
Zemřel v listopadu 1921.